# Де-Хооп (ПАР)
Де-Хооп (англ. De Hoop) — населений пункт в районі Еден, Західна Капська провінція, ПАР.
| Прапор ПАР | Це незавершена стаття про Південно-Африканську Республіку. Ви можете допомогти проєкту, виправивши або дописавши її. |